# حرب تشيلكوتن
حرب تشيلكوتن أو انتفاضة التشيلكوتن أو مذبحة خلل بيوت (الخلل أو الوادي الخلالي، ومعناه فيورد في عدة لغات اسكندنافية) هي مجابهة عسكرية وقعت عام 1864 بين أفراد شعب تشيلكوتن في كولومبيا البريطانية وعمال بناء الطرق البيض. قُتل 14 رجلًا وظفهم ألفريد وادينغتون لبناء طريق من خلل بيوت، وعددٌ آخر من الرجال مع أحصنتهم المحملة قرب بحيرة أناهيم ومستوطن في بحيرة بونتزي.

## خلفية تاريخية
في عام 1862، بدأ ألفريد وادينغتون ممارسة الضغط على الصحافة وحلفائه السياسيين لتقديم الدعم من أجل بناء طريق لعربات من خلل بيوت إلى فورت ألكسندريا، وهناك سيتصل الطريق مع طريق كاريبو، ثم يمتد نحو حقول الذهب في باركرفيل. تلقى وادينغتون الموافقة على بدء الإعمار في أوائل العام 1863. وفقًا لوادينغتون، سيقلص الطريق الجديد مسافة الترحال من 359 ميلًا إلى 185 ميلًا، وكذلك سسينخفض عدد الأيام التي يستغرقها السفر مع الحمولة من 37 يومًا غلى 22 مقارنة بطريق أخدود ييل–فريزر المعروف بطريق كاريبو، والذي يميل إليه الحاكم دوغلاس. من المفترض حينها أن يُبنى طريق عربات خلل بيوت على طول وادي نهر هماثكو من مصبه في رأس خلل بيوت، ثم ينحدر نحو الشمال الشرقي عبر هضبة تشيلكوتن للالتحاق بذراع سكة بينتينك في بحيرة بونتزي ومصب نهر كوينسل. كان طريق خلل بيوت إحدى الطرق التي اهتم بها وادينغتون وأيد استخدامها عندما اقتُرح إنشاء سكة حديدة عابرة للقارات، أصبحت الأخيرة ضمن فانكوفر اليوم.

## تفشي العنف
بدأ العنف عندما دخلت طواقم بناء الطرق حدود أراضي شعب تشيلكوتن بدون إذن السكان، بعدما لوحظ أن أفرادًا من الأمة الأولى عملوا على إنشاء الطريق وذهبوا بدون تعويضات، وتعرضوا للكذب من فترة إلى أخرى، ووصل بهم الأمر إلى حد الجوع. في التاسع والعشرين من شهر أبريل عام 1864، وعندما كان البناء جاريًا منذ سنتين، قُتل ربان عَبّارة يُدعى تيموثي سميث، والذي تمركز على بعد 30 ميل شمال النهر، بعدما رفض طلبًا من الزعيم كلاتاسين وتيلوت وعدد آخر من سكان تشيلكوتن للحصول على الطعام. أُصيب سميث وأُلقيت جثته في النهر. سُرقت مخازن الطعام والمؤن، وأُخذ نحو نصف طن من التموينات. في اليوم التالي، هاجم شعب التشيلكوتن مخيم العمال في وضح النهار. تمكن ثلاثة رجال من الهرب والفرار على طول النهر، وهم بيترسون دين وإدوين موزلي ورجل آخر يُدعي باكلي تعرض لجراح. قُتل الطاقم المتبقي وأُلقيت جثثهم في النهر.
لاقت العصابة على بعد 4 أميال رئيس العمال، المدعو ويليام بروستر، وثلاثة من رجاله السكة. قُتل الجميع ومثّلت العصابة بجثة بروستر، ثم تركتها مكانها، بينما أُلقيت الجثث الأخرى في النهر. قتلت العصابة أيضًا ويليام ماننغ، وهو مستوطن في بحيرة بونتزي.
تلقى قطار محمّل بقيادة ألكسندر مكدونالد تحذيرًا، لكنه استمر بالعبور نحو المنطقة وقُتل ثلاثة من سائقي القطار في كمينٍ نُصب لهم. بالمجمل، قُتل 19 رجلًا.
في نيو ويستمنستر، تلقى الحاكم سيمور، الذي لم يمضِ على تعيينه في المنصب سوى شهر واحد، أنباء الهجمات في 14 مايو. في اليوم التالي، أُرسل تشارتريس برو و28 رجلًا على متن سفينة إتش إم إس فورورد نحو خلل بيوت، لكنهم لم يستطيعوا الوصول إلى السكة عبر وادي هوماثكو ليتجهوا نحو مكان الحادثة، لذا عادوا إلى نيو ويستمنستر. ذهبت فرقة أخرى مؤلفة من 50 رجلًا تحت قيادة المفوض الذهبي ويليام كوكس إلى المنطقة باستخدام طريق بري، فلاقت كمينًا واضطرت إلى الانسحاب.